# 民主党娯楽産業健全育成研究会
民主党娯楽産業健全育成研究会は、パチンコ業界に関連した民主党の国会議員による議員連盟である。1999年8月に発足。日本の将来に向けて第三次産業、特にサービス産業を育成する必要が急務であるとしている。

## 活動内容
- パチンコ業界の風営法適用範囲からの除外と、自由民主党との協力を視野に入れ換金行為の完全な合法化を柱とする「遊技場営業の規制及び業務の適正化等に関する法律案大綱」（遊技新法）の成立を目指すことなどを公表している[1]。
- カジノ合法化に向けたカジノ法案の検討など。

## 所属議員
- 常任幹事：古川元久
- 常任幹事：平岡秀夫
- 事務局長：牧義夫
- 相談役：海江田万里
- 世話人：上田清司
- 世話人：安住淳

## 所属していた議員
- 前田雄吉（事務局次長・2008年に引退）
- 金田誠一（幹事長・2009年に引退）
- 岩國哲人（副委員長・2009年に引退）
- 羽田孜（名誉顧問・2012年に引退）
- 小沢鋭仁（会員・2012年に離党）
- 古賀一成（会長・2012年に落選）
- 山田正彦（副会長・2012年に落選）
- 岩本司（常任幹事・2013年に引退）
- 石井一（名誉会長・2013年に落選）
- 前田武志（副会長・2016年に落選）
- 柳澤光美（会員・2016年に引退）
- 鈴木克昌（常任幹事・2017年に引退）
- 小川勝也（常任幹事・2019年に引退）
- 中川正春（会員・2024年に引退）

2006年1月27日月刊グリーンべるとより。